# Memè Perlini
Pour les articles homonymes, voir Perlini (homonymie).
Amelio Perlini dit Memè Perlini, né le 8 décembre 1947 à Sant'Angelo in Lizzola et mort le 5 avril 2017 à Rome, est un acteur et réalisateur de films italien.

## Biographie
Son premier film en tant que réalisateur, Grand hôtel des palmes, a été projeté dans la section Un certain regard au Festival de Cannes de 1978 et Cartoline italiane au Festival de Cannes de 1987.
Memè Perlini meurt à Rome le 5 avril 2017 à l'âge de 69 ans. Il semble qu'il se soit suicidé, en se jetant du cinquième étage de sa maison.

## Filmographie partielle

### Acteur
- 1971 : Il était une fois la révolution (Giù la testa) de Sergio Leone
- 1972 : Le Grand Duel (Il grande duello) de Giancarlo Santi
- 1978 : Quando c'era lui... caro lei ! de Giancarlo Santi
- 1980 : Eugenio (Voltati Eugenio) de Luigi Comencini
- 1986 : La ragazza dei lillà de Flavio Mogherini
- 1987 : La Famille (La famiglia) d'Ettore Scola
- 1987 : Nuit italienne (Notte italiana) de Carlo Mazzacurati
- 1990 : Panama Sugar de Marcello Avallone
- 1990 : Acte d'amour (Atto di dolore) de Pasquale Squitieri
- 1992 : Soupe de poissons (Zuppa de pesce) de Fiorella Infascelli
- 1994 : Un amore americano de Piero Schivazappa
- 1997 : Embrasse-moi Pasqualino ! (Come mi vuoi) de Carmine Amoroso

### Réalisateur
- 1977 : Grand hôtel des Palmes[3]  (réalisateur et scénariste)
- 1987 : Cartes postales d'Italie (Cartoline italiane) (réalisateur et scénariste)